# Aulnois-sur-Seille
Aulnois-sur-Seille – miejscowość i gmina we Francji, w regionie Grand Est, w departamencie Mozela.
Według danych na rok 1990 gminę zamieszkiwały 214 osoby, a gęstość zaludnienia wynosiła 42 osób/km² (wśród 2335 gmin Lotaryngii Aulnois-sur-Seille plasuje się na 831. miejscu pod względem liczby ludności, natomiast pod względem powierzchni na miejscu 1002.).